# Matayba glaberrima
Matayba glaberrima är en kinesträdsväxtart som beskrevs av Ludwig Radlkofer. Matayba glaberrima ingår i släktet Matayba och familjen kinesträdsväxter. Inga underarter finns listade i Catalogue of Life.